# Lista światowego dziedzictwa UNESCO w Korei Południowej
Lista światowego dziedzictwa UNESCO w Korei Południowej – lista miejsc w Korei Południowej wpisanych na listę światowego dziedzictwa UNESCO, ustanowioną na mocy Konwencji w sprawie ochrony światowego dziedzictwa kulturowego i naturalnego, przyjętą przez UNESCO na 17. sesji w Paryżu 16 listopada 1972 i ratyfikowaną przez Koreę 14 września 1988 roku.
Obecnie (stan w 2023 roku) na liście znajduje się 16 obiektów: 14 o charakterze dziedzictwa kulturowego i 2 o charakterze przyrodniczym.
Na północnokoreańskiej liście informacyjnej UNESCO – liście obiektów, które Korea Południowa zamierza rozpatrzyć do zgłoszenia do wpisu na listę światowego dziedzictwa – znajduje się 11 obiektów (stan w 2021 roku).

## Obiekty na liście światowego dziedzictwa UNESCO
Poniższa tabela przedstawia południowokoreańskie obiekty na liście światowego dziedzictwa UNESCO:
Nr ref. – numer referencyjny UNESCO;
Obiekt – polskie tłumaczenie nazwy wpisu na liście wraz z jej angielskim oryginałem;
Położenie – miasto, prowincja; współrzędne geograficzne;
Typ – klasyfikacja według Komitetu Światowego Dziedzictwa:
- kulturowe (K),
- przyrodnicze (P),
- kulturowo–przyrodnicze (K,P);

Rok wpisu – roku wpisu na listę;
Opis – krótki opis obiektu wraz z informacjami o jego zagrożeniu.
| Nr ref. | Obiekt | Zdjęcie | Położenie                                                           | Typ             | Rok  | Opis |
| ------- | --- | ------- | ------------------------------------------------------------------- | --------------- | ---- | --- |
| 736     | Grota Sokkuram i świątynia Pulguk-sa Seokguram Grotto and Bulguksa Temple                                                                                        |         | Gyeongsang Północny 35°46′00″N 129°20′00″E/35,766667 129,333333     | K (i)(iv)       | 1995 | Grota Seokguram, wykuta w stokach góry T'oham w VIII w., mieści monumentalny posąg Buddy otoczony wieloma płaskorzeźbami i pełnoplastycznymi przedstawieniami bóstw. W sąsiedztwie groty znajduje się świątynia Pulguk sa z 774 roku. |
| 737     | Świątynia Haein-sa, Chaggyong P’ango, archiwum matryc Tripitaka Koreana Haeinsa Temple Janggyeong Panjeon, the Depositories for the Tripitaka Koreana Woodblocks |         | Gyeongsang Południowy 35°47′00″N 128°05′00″E/35,783333 128,083333   | K (iv)(vi)      | 1995 | W świątyni Haein, w zabudowaniach bibliotecznych Chaggyong P’ango w XV w., przechowywane są drewniane płyty Tripitaki z tekstami buddyjski wyrytymi w latach 1237–1248. |
| 738     | Sanktuarium Chongmyo Jongmyo Shrine |         | Seul 37°34′29″N 126°59′37″E/37,574722 126,993611                    | K (iv)          | 1995 | Chongmyo, poświęcone dynastii Choson (1392–1910), jest najstarszym zachowanym konfucjańskim sanktuarium królewskim. |
| 816     | Zespół pałacowy Ch’angdokkung Changdeokgung Palace Complex |         | Seul 37°34′44″N 126°59′28″E/37,578889 126,991111                    | K (ii)(iii)(iv) | 1997 | Królewski zespół pałacowy z parkiem z XV w. na terenie Seulu. |
| 817     | Forteca Hwasong Hwaseong Fortress |         | Suwon Gyeonggi 37°16′20,0″N 127°00′30,0″E/37,272220 127,008330      | K (ii)(iii)     | 1997 | Forteca wybudowana pod koniec XVIII w. w Suwonie, wzniesiona przez władcę Jeongjo (1752–1800) dla ochrony grobowca jego ojca księcia Sado. Masywne umocnienia z bastionami i wieżami artyleryjskimi ciągną się na długości 6 km. |
| 976     | Dzielnice zabytkowe Kjongdzu Gyeongju Historic Areas |         | Gyeongsang Północny 35°47′20,0″N 129°13′36,0″E/35,788890 129,226670 | K (ii)(iii)     | 2000 | Gyeongju słynie z koreańskiej sztuki buddyjskiej, znajduje się tu wiele świątyń i pałaców z okresu VII–X w. |
| 977     | Zespoły dolmenów Koch’ang, Hwasun i Ganghwa Gochang, Hwasun and Ganghwa Dolmen Sites                                                                             |         |                                                                     | K (iii)         | 2000 | Setki dolmenów – megalitycznych grobowców z ogromnych płyt kamiennych z I tysiąclecia p.n.e. – na cmentarzyskach prehistorycznych Koch’ang, Hwasun i Ganghwa. |
|         | Koch’ang |         | Jeolla Północna 35°25′56″N 126°42′00″E/35,432222 126,700000         |                 |      | |
|         | Hwasun |         | Jeolla Południowa 34°58′00″N 126°55′45″E/34,966667 126,929167       |                 |      | |
|         | Ganghwa |         | Inczon 37°46′20″N 126°29′14″E/37,772222 126,487222                  |                 |      | |
| 1264    | Wulkaniczna Wyspa Cheju (Cheju-do, Jeju-do) Jeju Volcanic Island and Lava Tubes                                                                                  |         | Czedżu 33°28′08″N 126°43′13″E/33,468889 126,720278                  | P (vii)(viii)   | 2007 | Wyspa wulkaniczna wraz z zespołem jaskiń lawowych – Geomunoreum, uważanym za najwspanialszy tego typu system na świecie oraz wulkanem Halla-san – najwyższą górą Korei. |
| 1319    | Grobowce królewskie dynastii Joseon Royal Tombs of the Joseon Dynasty                                                                                            |         | 37°11′50″N 128°27′10″E/37,197222 128,452778                         | K (iii)(iv)(vi) | 2009 | 40 królewskich grobowców dynastii Joseon w 18 lokalizacjach z okresu od 1408 do 1966 roku. |
| 1324    | Historyczne wsie Hahoe i Yangdong Historic Villages of Korea: Hahoe and Yangdong                                                                                 |         |                                                                     | K (iii)(iv)     | 2010 | Wsie z XIV i XV wieku – najbardziej reprezentatywne przykłady wsi klanowych w Korei – położone nad rzekami i osłonięte zalesionymi górami; ich zabudowania obejmują rezydencje klanów, drewniane domy mieszkalne, pawilony i akademie konfucjańskie. |
|         | Hahoe |         | Gyeongsang Północny 36°32′21″N 128°31′00″E/36,539167 128,516667     |                 |      | |
|         | Yangdong |         | Gyeongsang Północny 36°00′07″N 129°15′12″E/36,001944 129,253333     |                 |      | |
| 1439    | Namhansanseong |         | Gyeonggi 37°28′44″N 127°10′52″E/37,478889 127,181111                | K (ii)(iv)      | 2014 | Miasto-twierdza z VII w., zastępcza stolica dynastii Joseon, wielokrotnie przebudowywana, symbol suwerenności Korei. |
| 1477    | Pozostałości starożytnego królestwa Peldze (Baekje) Baekje Historic Areas                                                                                        |         | 36°27′43″N 127°07′38″E/36,461944 127,127222                         | K (ii)(iii)     | 2015 | Osiem stanowisk archeologicznych z pozostałościami starożytnego królestwa Baekje (od 18 p.n.e. do 660 roku n.e.) – jednego z Trzech Królestw Korei; ruiny budowli z okresu od 475 do 660 roku, w tym pozostałości m.in. w Gongju: fortecy Gongsanseong i grobowców królewskich w Songan-ri (np. grobowca Muryeonga, w Sabi: twierdza Busosanseong, świątynia Jeongnimsa, grobowce królewskie w Neungsan-ri i mur miejski Naseong oraz pałac królewski w Wanggung-ri i świątynia Mirŭk sa w Iksan. |
| 1562    | Sansa, buddyjskie klasztory górskie w Korei Sansa, Buddhist Mountain Monasteries in Korea                                                                        |         | 36°32′31″N 127°49′06″E/36,541944 127,818333                         | K (iii)         | 2018 | Siedem buddyjskich klasztorów górskich z VII–X w. w południowych prowincjach Korei, o charkaterstycznej zabudowie z otwartym dziedzińcem otoczonym przez cztery budynki: Salę Buddy, pawilon, czytelnię i dormitorium. |
| 1498    | Seowon, neokonfucjańskie akademie koreańskie Seowon, Korean Neo-Confucian Academies                                                                              |         | 36°43′38,3″N 128°50′36,3″E/36,727297 128,843428                     | K (iii)         | 2019 | Neokonfucjańskie akademie koreańskie działające od XV do XIX wieku za panowania dynastii Joseon: Seowon Sosu, Seowon Namgye, Seowon Oksan, Seowon Dosan, Seowon Piram, Seowon Dodong, Seowon Byeongsan, Seowon Museong i Seowon Donam. |
| 1591    | Getbol, wybrzeża koreańskie Getbol, Korean Tidal Flats |         | 34°49′43,8″N 126°06′16,0″E/34,828822 126,104444                     | K (x)           | 2021 | Cztery równiny zalewowe we wschodniej części Morza Żółtego o wielkiej bioróżnorodności – występuje tu 2150 gatunków roślin i zwierząt. |
| 1666    | Kurhany z okresu Gaya Gaya Tumuli |         | Kp                                                                  | K (iii)         | 2023 | Siedem kurhanów na południu Korei z okresu konfederacji Gaya. |

## Obiekty na południowokoreańskiej Liście Informacyjnej UNESCO
Poniższa tabela przedstawia obiekty na południowokoreańskiej Liście Informacyjnej UNESCO:
Nr ref. – numer referencyjny UNESCO;
Obiekt – polskie nazwa obiektu wraz z jej angielskim oryginałem na południowokoreańskiej Liście Informacyjnej;
Położenie – miasto, prowincja; współrzędne geograficzne;
Typ – klasyfikacja według zgłoszenia:
- kulturowe (K),
- przyrodnicze (P),
- kulturowo–przyrodnicze (K,P);

Rok wpisu – roku wpisu na Listę Informacyjną;
Opis – krótki opis obiektu wraz z informacjami o jego zagrożeniu.
| Nr ref. | Obiekt | Zdjęcie | Położenie                                                          | Typ                    | Rok  | Opis |
| ------- | --- | ------- | ------------------------------------------------------------------ | ---------------------- | ---- | --- |
| 385     | Ośrodki wypalania gliny w Gangjin Kangjingun Kiln Sites                                                          |         | Jeolla Południowa                                                  | K (ii)(iii)(iv)(v)(vi) | 1994 | 98 z 400 ośrodków wypalania gliny z okresu Goryeo (918–1392). |
| 386     | Rezerwat przyrody Seoraksan Mt. Soraksan Nature Reserve                                                          |         | Gangwon 38°07′30″N 128°24′58″E/38,125000 128,416111                | P (vii)(x)             | 1994 | Rezerwat przyrody o powierzchni 163,6 km² we wschodniej części środkowego Półwyspu Koreańskiego z granitowymi i gnejsowymi pasmami górskimi z wieloma szczytami wznoszącymi się na ponad 1200 m n.p.m. Zarejestrowano tu ponad 822 gatunki roślin naczyniowych, w tym rzadkie rośliny, takie jak Hanabusaya asiatica czy piżmowiec syberyjski, i 49 gatunków ptaków i ssaków, w tym gatunki zagrożone, takie jak Dryocopus javensis richardsi. |
| 1640    | Skamieniałości dinozaurów na wybrzeżu południowym Sites of fossilized dinosaurs throughout the Southern seacoast |         | Kp                                                                 | P (viii)(ix)(x)        | 2002 | Miejsca występowania skamieniałości dinozaurów na wybrzeżu południowym Korei, gdzie znaleziono doskonale zachowane skamieniałe jaja i ślady dinozaurów z okresu kredy ery mezozoicznej. Odkryto tu m.in. największe ślady archeopteryksów na świecie i najstarsze na świecie ślady ptaków z płetwiastymi stopami. |
| 5484    | Saliny Salterns                                                                                                  |         | Kp                                                                 | K (iii)(v)             | 2010 | Jeolla Południowa jest głównym regionem produkcji soli w Korei. Saliny Sinan i Yeonggwang powstały w XIX w., kiedy do Korei przywieziono z Japonii znajomość pozyskiwania soli z wody morskiej. |
|         | Salina Yeonggwang                                                                                                |         | Jeolla Południowa 35°15′58″N 126°19′56″E/35,266111 126,332222      |                        |      | |
|         | Salina Sinan |         | Jeolla Południowa 34°59′35″N 126°10′34″E/34,993056 126,176111      |                        |      | |
| 5486    | Petroglify nad strumieniem Daegokcheon Daegokcheon Stream Petroglyphs                                            |         |                                                                    | K (iii)                | 2010 | Petroglify znajdują się na skale klifu o długości 3 km nad strumieniem Daegokcheon. Petroglify Bangudae obejmują ok. 300 przedstawień ludzi, zwierząt, statków i narzędzi. Wśród petroglifów w Cheonjeon-ri znajdują się najstarsze rysunki w Korei z okresu neolitu i epoki brązu. |
|         | Petroglify Bangudae                                                                                              |         | 35°36′13″N 129°10′38″E/35,603611 129,177222                        |                        |      | |
|         | Petroglify w Cheonjeon-ri                                                                                        |         | 35°36′53″N 129°10′25″E/35,614722 129,173611                        |                        |      | |
| 5488    | Antyczne fortece górskie w środkowej Korei Ancient Mountain Fortresses in Central Korea                          |         | Kp                                                                 | K (iii)(iv)(v)         | 2010 | Siedem fortec górskich w środkowej Korei. |
| 5576    | Mokradła Upo Upo Wetland                                                                                         |         | Gyeongsang Południowy 35°33′07″N 128°24′53″E/35,551944 128,414722  | K (vii)(x)             | 2011 | Największe mokradło rzeczne w Korei (2,3 km²), siedlisko ptaków wędrownych wpisane w 1998 roku na listę konwencji ramsarskiej. |
| 5598    | Naganeupseong Naganeupseong, Town Fortress and Village                                                           |         | Jeolla Południowa 34°54′25″N 127°20′20″E/34,906944 127,338889      | K (iii)(iv)(v)(vi)     | 2011 | Historyczna wioska w południowo-zachodniej Korei, znana z dobrze zachowanego krajobrazu kulturowego i tradycyjnego stylu życia z czasów dynastii Joseon (1392–1910). |
| 5599    | Wieś Oeam Oeam Village                                                                                           |         | Chungcheong Południowy 36°43′52″N 127°00′49″E/36,731111 127,013611 | K (iii)(iv)(v)(vi)     | 2011 | Tradycjna wieś klanowa rodziny Yean Yi. |
| 5781    | Mury obronne Seulu Seoul City Wall                                                                               |         | Seul 37°33′00″N 126°59′00″E/37,550000 126,983333                   | K (ii)(iii)(iv)(vi)    | 2012 | Mury obronne stolicy Seul, których budowa rozpoczęła się w 1395 roku. |
| 6171    | Kamienne posągi Buddy i pagody w świątyni Unju sa Stone Buddhas and Pagodas at Hwasun Unjusa Temple              |         | Jeolla Południowa 36°17′38″N 126°54′30″E/36,293889 126,908333      | K (i)(iii)(iv)         | 2017 | W terenie świątyni Unju z X–XI w. znajduje się 141 pozostałości kamiennych pagod i 115 kamiennych posągów Buddy. |